# Ціпала
Ціпала (рум. Țipala) — село в Яловенському районі Молдови. Адміністративний центр однойменної комуни, до складу якої також входить села Белцець та Будей.